# Jakob Wolf (Pädagoge)
Jakob Wolf (* 19. Februar 1654 in Wittstock/Dosse; † 15. Juli 1723 in Stralsund) war ein deutscher Pädagoge.

## Leben
Wolf war der Sohn des Archidiakons Jakob Wolf in Wittstock. Er erhielt seine Schulausbildung 1669–1673 am Gymnasium in Wismar und am Katharineum zu Lübeck. Danach studierte Wolf von Ostern 1673 bis 1675 an der Universität Rostock Theologie und Philosophie. Nach dem Studium wurde er 1675 Rektor an der Schule in Templin und 1679 Rektor in Wittstock. 1681 wurde er Konrektor in Greifswald. 1682 wurde er an der Universität Greifswald zum Magister promoviert. In Greifswald hielt er die Frühpredigten. Sein guter Ruf als Schulmann und Prediger hatte zur Folge, dass der Rat von Stralsund ihn 1687 als Konrektor an das Sundische Gymnasium berief. Von 1697 bis zu seinem Tod war er Rektor dieser Schule. Nebenher vertrat er den erkrankten Superintendenten D. Goßmann als Prediger. Sein Nachfolger als Rektor in Stralsund wurde Christoph Pyl.

## Schriften
- Chrōmatomachian rētorikēn. Hoc est: Colores, In Palaestra Oratoria, Super Quaestione: Quis Color Vestitui Iuvenis Scholastici convenientissimus sit? [Dabei: Stralesund. e Museo meo, d. XV. Novembr. Anno 1699.] Stralesundii, Literis Haeredum Mederianorum 1699

Digitalisat des Exemplars der Staatsbibliothek zu Berlin
- Wahrhaffter Abdruck/ Des Glückwünschenden Zuruffs In gebundenen Zeilen/ Welche Ihro Königl. Majest. in Schweden Carolo XII. Bey dem frohen Eintritt in dessen Lande Den 21. Novembr. 1714. Unterthänigst präsentiret worden. 1714